# سبورتينغ بن عروس
نادي سبورتينغ بن عروس لكرة القدم (بالفرنسية: Sporting Club de Ben Arous)‏، وهو نادي كرة قدم تونسي تأسس سنة 1945 بمدينة بن عروس.
يلعب حاليا في دوري الرابطة التونسية المحترفة الثانية لكرة القدم.

## التاريخ
أنشئ في 15 يونيو 1945 ، شارك في المسابقات من عام 1948 ، في الفرقة السادسة ، وصعد سلم تدريجيا. في عام 1958 كان في الدرجة الثانية في الشمال ، لكنه استمر في النمو في الأقسام الدنيا. تولى لاعب النادي الإفريقي السابق فوزي الصغير رئاسة فريقه في عام 2008 بينما كان في دوري الدرجة الرابعة. برفقة المدرب مراد بزيويش ، يغرس الطموح للتقدم والمضي قدماً.
يصل النادي إلى دوري الدرجة الثالثة حيث يقف على الترادفي الجديد علي مجبيلي نبيل الفرشيشي في الدوري الثاني مع طموحه في الذهاب أبعد من ذلك.

## الألقاب
بطل الرابطة المحترفة الثالثة
- 1994, 2012

بطل الرابطة المحترفة الثالثة
- 1963, 1973

بطل الرابطة المحترفة الرابعة
- 1968

بطل الرابطة المحترفة الخامسة
- 2004

الرابطة المحترفة الاولى
- 1924